# Tsutomu Kawasaki
Tsutomu Kawasaki (n. 13 iunie 1969, Prefectura Ibaraki, Japonia) este un sportiv ce a reprezentat Japonia, medaliat olimpic. A participat la o ediție a Jocurilor Olimpice (1992) în care a câștigat o medalie de bronz.

## Participări
Lista de mai jos prezintă principalele competiții la care a participat Tsutomu Kawasaki de-a lungul carierei.
- short track speed skating at the 1992 Winter Olympics – men's 5000 metre relay[*]